# Ronde van Polen 2015
De 72e editie van de Ronde van Polen begon op zondag 2 augustus 2015 in Warschau en eindigde op 8 augustus 2015 in Krakau. De Pool Rafał Majka was de titelverdediger. Deze editie werd gewonnen door de Spanjaard Jon Izagirre van Team Movistar

## Deelnemende ploegen
| 17 UCI World Tour-ploegen | 17 UCI World Tour-ploegen | 17 UCI World Tour-ploegen | 2 wildcards                |
| ------------------------- | ------------------------- | ------------------------- | -------------------------- |
| AG2R La Mondiale          | Giant-Alpecin             | Movistar                  | CCC Sprandi Polkowice      |
| Astana                    | IAM Cycling               | Orica-GreenEdge           | Polen (nationale selectie) |
| BMC Racing Team           | Katjoesja                 | Team Sky                  |                            |
| Cannondale-Garmin         | Lampre-Merida             | Tinkoff-Saxo              |                            |
| Etixx-Quick Step          | LottoNL-Jumbo             | Trek Factory Racing       |                            |
| FDJ                       | Lotto Soudal              |                           |                            |
|                           |                           |                           |                            |
|                           |                           |                           |                            |

## Startlijst
Tinkoff-Saxo
- 1.  Maciej Bodnar
- 2.  Paweł Poljański
- 3.  Jesper Hansen
- 4.  Robert Kišerlovski
- 5.  Chris Anker Sørensen
- 6.  Jevgeni Petrov
- 7.  Ivan Rovny
- 8.  Edward Beltrán

Etixx-Quick Step
- 11.  Michał Kwiatkowski
- 12.  Michał Gołaś
- 13.  Maxime Bouet
- 14.  Gianluca Brambilla
- 15.  David de la Cruz
- 16.  Gianni Meersman
- 17.  Petr Vakoč
- 18.  Carlos Verona

Astana Pro Team
- 21.  Fabio Aru
- 22.  Borut Božič
- 23.  Dario Cataldo
- 24.  Andrea Guardini
- 25.  Aleksej Loetsenko
- 26.  Diego Rosa
- 27.  Paolo Tiralongo
- 28.  Andrej Zejts

Team Sky
- 31.  Ian Boswell
- 32.  Philip Deignan
- 33.  Sergio Henao
- 34.  Vasil Kiryjenka
- 35.  David López
- 36.  Mikel Nieve
- 37.  Salvatore Puccio
- 38.  Xabier Zandio

Lampre-Merida
- 41.  Przemysław Niemiec
- 42.  Niccolò Bonifazio
- 43.  Mattia Cattaneo
- 44.  Roberto Ferrari
- 45.  Sacha Modolo
- 46.  Manuele Mori
- 47.  Diego Ulissi
- 48.  Valerio Conti

BMC Racing Team
- 51.  Darwin Atapuma
- 52.  Marcus Burghardt
- 53.  Alessandro De Marchi
- 54.  Silvan Dillier
- 55.  Ben Hermans
- 56.  Amaël Moinard
- 57.  Dylan Teuns
- 58.  Peter Velits

Movistar Team
- 61.  Alex Dowsett
- 62.  Igor Antón
- 63.  Eros Capecchi
- 64.  Jon Izagirre
- 65.  Juan José Lobato
- 66.  Jasha Sütterlin
- 67.  Francisco Ventoso
- 68.  Beñat Intxausti

Orica-GreenEDGE
- 71.  Caleb Ewan
- 72.  Mitchell Docker
- 73.  Brett Lancaster
- 74.  Christian Meier
- 75.  Damien Howson
- 76.  Simon Clarke
- 77.  Mathew Hayman
- 78.  Ivan Santaromita

Team Giant-Alpecin
- 81.  Marcel Kittel
- 82.  Lawson Craddock
- 83.  Tom Stamsnijder
- 84.  Bert De Backer
- 85.  Johannes Fröhlinger
- 86.  Nikias Arndt
- 87.  Caleb Fairly
- 88.  Luka Mezgec

Trek Factory Racing
- 91.  Eugenio Alafaci
- 92.  Fumiyuki Beppu
- 93.  Marco Coledan
- 94.  Giacomo Nizzolo
- 95.  Jaroslav Popovytsj
- 96.  Jesse Sergent
- 97.  Kristof Vandewalle
- 98.  Riccardo Zoidl

Team Katjoesja
- 101.  Maksim Belkov
- 102.  Sven Erik Bystrøm
- 103.  Sergej Tsjernetski
- 104.  Sergej Lagoetin
- 105.  Gatis Smukulis
- 106.  Edoeard Vorganov
- 107.  Anton Vorobjov
- 108.  Ilnoer Zakarin

TeamLottoNL-Jumbo
- 111.  Robert Gesink
- 112.  Tom Van Asbroeck
- 113.  George Bennett
- 114.  Rick Flens
- 115.  Martijn Keizer
- 116.  Bert-Jan Lindeman
- 117.  Bram Tankink
- 118.  Dennis van Winden

Lotto-Soudal
- 121.  Sander Armée
- 122.  Kris Boeckmans
- 123.  Vegard Breen
- 124.  Jasper De Buyst
- 125.  Bart De Clercq
- 126.  Maxime Monfort
- 127.  Jurgen Van den Broeck
- 128.  Boris Vallée

Team Cannondale-Garmin
- 131.  Moreno Moser
- 132.  Alberto Bettiol
- 133.  Davide Formolo
- 134.  Lasse Norman Hansen
- 135.  Alan Marangoni
- 136.  Matej Mohorič
- 137.  Kristoffer Skjerping
- 138.  Davide Villella

Ag2r-La Mondiale
- 141.  Gediminas Bagdonas
- 142.  Carlos Betancur
- 143.  Guillaume Bonnafond
- 144.  Patrick Gretsch
- 145.  Rinaldo Nocentini
- 146.  Axel Domont
- 147.  Christophe Riblon
- 148.  Sébastien Turgot

IAM Cycling
- 151.  Vicente Reynes
- 152.  Clément Chevrier
- 153.  Stefan Denifl
- 154.  Jonathan Fumeaux
- 155.  Roger Kluge
- 156.  Matteo Pelucchi
- 157.  Sébastien Reichenbach
- 158.  Larry Warbasse

FDJ
- 161.  Arnold Jeannesson
- 162.  Kenny Elissonde
- 163.  Murilo Antonio Fischer
- 164.  Matthieu Ladagnous
- 165.  Olivier Le Gac
- 166.  Lorrenzo Manzin
- 167.  Laurent Pichon
- 168.  Jussi Veikkanen

CCC Sprandi Polkowice
- 171.  Maciej Paterski
- 172.  Grega Bole
- 173.  Branislaw Samojlaw
- 174.  Jan Hirt
- 175.  Nikolaj Michajlov
- 176.  Davide Rebellin
- 177.  Marek Rutkiewicz
- 178.  Adrian Kurek

Reprezentacja Polska
- 181.  Dariusz Batek
- 182.  Paweł Bernas
- 183.  Marcin Białobłocki
- 184.  Paweł Franczak
- 185.  Kamil Gradek
- 186.  Adam Stachowiak
- 187.  Tomasz Marczyński
- 188.  Kamil Zieliński

## Etappe-overzicht
| etappe | datum      | start          | finish              | afstand | type                | winnaar            | klassementsleider |
| ------ | ---------- | -------------- | ------------------- | ------- | ------------------- | ------------------ | ----------------- |
| 1e     | 2 augustus | Warschau       | Warschau            | 122 km  | Vlakke rit          | Marcel Kittel      | Marcel Kittel     |
| 2e     | 3 augustus | Częstochowa    | Dąbrowa Górnicza    | 146 km  | Vlakke rit          | Matteo Pelucchi    | Marcel Kittel     |
| 3e     | 4 augustus | Zawiercie      | Katowice            | 166 km  | Vlakke rit          | Matteo Pelucchi    | Marcel Kittel     |
| 4e     | 5 augustus | Jaworzno       | Nowy Sącz           | 220 km  | Heuvelrit           | Maciej Bodnar      | Kamil Zieliński   |
| 5e     | 6 augustus | Nowy Sącz      | Zakopane            | 223 km  | Bergrit             | Bart De Clercq     | Bart De Clercq    |
| 6e     | 7 augustus | Terma Bukowina | Bukowina Tatrzańska | 174 km  | Bergrit             | Sergio Henao       | Sergio Henao      |
| 7e     | 8 augustus | Krakau         | Krakau              | 25 km   | Individuele tijdrit | Marcin Białobłocki | Jon Izagirre      |

## Etappe-uitslagen

### 1e etappe
| Warschau - Warschau (122 km) |                   |                    |          |
| Plaats                       | Naam              | Ploeg              | Tijd     |
| Winnaar                      | Marcel Kittel     | Team Giant-Alpecin | 2u43'13" |
| 2                            | Caleb Ewan        | Orica-GreenEdge    | z.t.     |
| 3                            | Niccolò Bonifazio | Lampre-Merida      | z.t.     |
|                              |                   |                    |          |
| 4                            | Dennis van Winden | Team LottoNL-Jumbo | z.t.     |
| 6                            | Kris Boeckmans    | Lotto Soudal       | z.t.     |

| Algemeen klassement |                   |                    |          |
| Plaats              | Naam              | Ploeg              | Tijd     |
| Gele trui           | Marcel Kittel     | Team Giant-Alpecin | 2u43'03" |
| 2                   | Caleb Ewan        | Orica-GreenEdge    | + 4"     |
| 3                   | Niccolò Bonifazio | Lampre-Merida      | + 6"     |
|                     |                   |                    |          |
| 4                   | Dennis van Winden | Team LottoNL-Jumbo | + 10"    |
| 6                   | Kris Boeckmans    | Lotto Soudal       | z.t.     |

### 2e etappe
| Częstochowa - Dąbrowa Górnicza (146 km) |                 |                     |          |
| Plaats                                  | Naam            | Ploeg               | Tijd     |
| Winnaar                                 | Matteo Pelucchi | IAM Cycling         | 3u20'12" |
| 2                                       | Marcel Kittel   | Team Giant-Alpecin  | z.t.     |
| 3                                       | Giacomo Nizzolo | Trek Factory Racing | z.t.     |
|                                         |                 |                     |          |
| 4                                       | Kris Boeckmans  | Lotto Soudal        | z.t.     |
| 20                                      | Martijn Keizer  | Team LottoNL-Jumbo  | z.t.     |

| Algemeen klassement |                   |                    |          |
| Plaats              | Naam              | Ploeg              | Tijd     |
| Gele trui           | Marcel Kittel     | Team Giant-Alpecin | 6u03'09" |
| 2                   | Caleb Ewan        | Orica-GreenEdge    | + 10"    |
| 3                   | Niccolò Bonifazio | Lampre-Merida      | + 12"    |
|                     |                   |                    |          |
| 5                   | Kris Boeckmans    | Lotto Soudal       | + 16"    |
| 19                  | Bert-Jan Lindeman | Team LottoNL-Jumbo | + 16"    |

### 3e etappe
| Zawiercie - Katowice (166 km) |                  |                     |          |
| Plaats                        | Naam             | Ploeg               | Tijd     |
| Winnaar                       | Matteo Pelucchi  | IAM Cycling         | 3u48'41" |
| 2                             | Giacomo Nizzolo  | Trek Factory Racing | z.t.     |
| 3                             | Tom Van Asbroeck | Team LottoNL-Jumbo  | z.t.     |
|                               |                  |                     |          |
| 32                            | Bram Tankink     | Team LottoNL-Jumbo  | z.t.     |

| Algemeen klassement |                   |                     |          |
| Plaats              | Naam              | Ploeg               | Tijd     |
| Gele trui           | Marcel Kittel     | Team Giant-Alpecin  | 9u51'50" |
| 2                   | Giacomo Nizzolo   | Trek Factory Racing | + 6"     |
| 3                   | Caleb Ewan        | Orica-GreenEdge     | + 10"    |
|                     |                   |                     |          |
| 6                   | Tom Van Asbroeck  | Team LottoNL-Jumbo  | + 12"    |
| 24                  | Bert-Jan Lindeman | Team LottoNL-Jumbo  | + 16"    |

### 4e etappe
| Jaworzno - Nowy Sącz (222 km) |                   |                         |          |
| Plaats                        | Naam              | Ploeg                   | Tijd     |
| Winnaar                       | Maciej Bodnar     | Tinkoff-Saxo            | 5u14'29" |
| 2                             | Kamil Zieliński   | Polen (nationale ploeg) | z.t.     |
| 3                             | Gatis Smukulis    | Katjoesja               | z.t.     |
|                               |                   |                         |          |
| 6                             | Tom Van Asbroeck  | Team LottoNL-Jumbo      | + 20"    |
| 37                            | Dennis van Winden | Team LottoNL-Jumbo      | z.t.     |

| Algemeen klassement |                   |                         |           |
| Plaats              | Naam              | Ploeg                   | Tijd      |
| Gele trui           | Kamil Zieliński   | Polen (nationale ploeg) | 15u06'27" |
| 2                   | Maciej Bodnar     | Tinkoff-Saxo            | + 3"      |
| 3                   | Caleb Ewan        | Orica-GreenEdge         | + 22"     |
|                     |                   |                         |           |
| 5                   | Tom Van Asbroeck  | Team LottoNL-Jumbo      | + 24"     |
| 21                  | Dennis van Winden | Team LottoNL-Jumbo      | + 28"     |

### 5e etappe
| Nowy Sącz - Zakopane (223 km) |                       |                    |          |
| Plaats                        | Naam                  | Ploeg              | Tijd     |
| Winnaar                       | Bart De Clercq        | Lotto Soudal       | 5u48'49" |
| 2                             | Diego Ulissi          | Lampre-Merida      | + 3"     |
| 3                             | Sébastien Reichenbach | IAM Cycling        | z.t.     |
|                               |                       |                    |          |
| 41                            | Bert-Jan Lindeman     | Team LottoNL-Jumbo | + 15'07" |

| Algemeen klassement |                   |                        |           |
| Plaats              | Naam              | Ploeg                  | Tijd      |
| Gele trui           | Bart De Clercq    | Lotto Soudal           | 20u55'42" |
| 2                   | Diego Ulissi      | Lampre-Merida          | + 4"      |
| 3                   | Davide Formolo    | Team Cannondale-Garmin | + 6"      |
|                     |                   |                        |           |
| 39                  | Bert-Jan Lindeman | Team LottoNL-Jumbo     | + 15'09"  |

### 6e etappe
| Bukovina Terma Hotel Spa - Bukowina Tatrzańska (174 km) |                 |                    |          |
| Plaats                                                  | Naam            | Ploeg              | Tijd     |
| Winnaar                                                 | Sergio Henao    | Team Sky           | 4u38'27" |
| 2                                                       | Diego Ulissi    | Lampre-Merida      | + 8"     |
| 3                                                       | Lawson Craddock | Team Giant-Alpecin | z.t.     |
|                                                         |                 |                    |          |
| 7                                                       | Ben Hermans     | BMC Racing Team    | 11"      |
| 55                                                      | Bram Tankink    | Team LottoNL-Jumbo | + 15'28" |

| Algemeen klassement |                |                    |           |
| Plaats              | Naam           | Ploeg              | Tijd      |
| Gele trui           | Sergio Henao   | Team Sky           | 25u34'15" |
| 2                   | Diego Ulissi   | Lampre-Merida      | z.t.      |
| 3                   | Bart De Clercq | Lotto Soudal       | + 10"     |
|                     |                |                    |           |
| 49                  | Bram Tankink   | Team LottoNL-Jumbo | + 36'17"  |

### 7e etappe
| Krakau - Krakau (25 km) (ITT) |                    |                        |         |
| Plaats                        | Naam               | Ploeg                  | Tijd    |
| Winnaar                       | Marcin Białobłocki | Polen (nationaal team) | 28'45"  |
| 2                             | Vasil Kiryjenka    | Team Sky               | + 2"    |
| 3                             | Rick Flens         | Team LottoNL-Jumbo     | + 59"   |
|                               |                    |                        |         |
| 11                            | Ben Hermans        | BMC Racing Team        | + 1'27" |

| Algemeen klassement |                |                    |           |
| Plaats              | Naam           | Ploeg              | Tijd      |
| Gele trui           | Jon Izagirre   | Team Movistar      | 26u04'38" |
| 2                   | Bart De Clercq | Lotto Soudal       | + 2"      |
| 3                   | Ben Hermans    | BMC Racing Team    | + 3"      |
|                     |                |                    |           |
| 48                  | Bram Tankink   | Team LottoNL-Jumbo | + 36'42"  |

## Eindklassementen
| Plaats    | Naam              | Ploeg                  | Tijd      |
| --------- | ----------------- | ---------------------- | --------- |
| Gele trui | Jon Izagirre      | Team Movistar          | 26u04'38" |
| 2         | Bart De Clercq    | Lotto Soudal           | + 2"      |
| 3         | Ben Hermans       | BMC Racing Team        | + 3"      |
| 4         | Ilnoer Zakarin    | Katjoesja              | + 14"     |
| 5         | Fabio Aru         | Astana                 | + 15"     |
| 6         | Diego Ulissi      | Lampre-Merida          | + 19"     |
| 7         | Christophe Riblon | AG2R La Mondiale       | + 40"     |
| 8         | Sergio Henao      | Team Sky               | + 54"     |
| 9         | Davide Formolo    | Team Cannondale-Garmin | + 1'23"   |
| 10        | Mikel Nieve       | Team Sky               | + 1'32"   |
|           |                   |                        |           |
| 48        | Bram Tankink      | Team LottoNL-Jumbo     | + 36'42"  |

| Plaats     | Naam          | Ploeg              | Punten |
| ---------- | ------------- | ------------------ | ------ |
| Witte trui | Marcel Kittel | Team Giant-Alpecin | 53     |
| 2          | Jon Izagirre  | Team Movistar      | 50     |
| 3          | Ben Hermans   | BMC Racing Team    | 46     |
|            |               |                    |        |
| 27         | Rick Flens    | Team LottoNL-Jumbo | 18     |

| Plaats      | Naam            | Ploeg                 | Punten |
| ----------- | --------------- | --------------------- | ------ |
| Paarse trui | Maciej Paterski | CCC Sprandi Polkowice | 44     |
| 2           | Grega Bole      | CCC Sprandi Polkowice | 40     |
| 3           | Edward Beltrán  | Tinkoff-Saxo          | 38     |
|             |                 |                       |        |
| 7           | Ben Hermans     | BMC Racing Team       | 22     |
| 8           | Bram Tankink    | Team LottoNL-Jumbo    | 20     |

Mannen: 1928 · 
1929 · 
1930-1932 · 
1933 · 
1934-1936 · 
1937 · 
1938 · 
1939 · 
1940-1946 · 
1947 · 
1948 · 
1949 · 
1950-1951 · 
1952 · 
1953 · 
1954 · 
1955 · 
1956 · 
1957 · 
1958 · 
1959 · 
1960 · 
1961 · 
1962 · 
1963 · 
1964 · 
1965 · 
1966 · 
1967 · 
1968 · 
1969 · 
1970 · 
1971 · 
1972 · 
1973 · 
1974 · 
1975 · 
1976 · 
1977 · 
1978 · 
1979 · 
1980 · 
1981 · 
1982 · 
1983 · 
1984 · 
1985 · 
1986 · 
1987 · 
1988 · 
1989 · 
1990 · 
1991 · 
1992 · 
1993 · 
1994 · 
1995 · 
1996 · 
1997 · 
1998 · 
1999 · 
2000 · 
2001 · 
2002 · 
2003 · 
2004 · 
2005 · 
2006 · 
2007 · 
2008 · 
2009 ·
2010 ·
2011 ·
2012 ·
2013 ·
2014 ·
2015 ·
2016 ·
2017 ·
2018 ·
2019 ·
2020 · 2021 · 2022 · 2023 · 2024
Vrouwen: 1998 · 1999 · 2000 · 2001 · 2002 · 2003 · 2004 · 2005 · 2006 · 2007 · 2008 · 2009-2015 · 2016 · 2017-2023 · 2024 · 2025
 Tour Down Under · 
 Parijs-Nice · 
 Tirreno-Adriatico · 
 Milaan-San Remo ·
 E3 Harelbeke ·
 Ronde van Catalonië ·
 Gent-Wevelgem ·
 Ronde van Vlaanderen ·
 Ronde van Baskenland ·
 Parijs-Roubaix ·
 Amstel Gold Race ·
 Waalse Pijl ·
 Luik-Bastenaken-Luik ·
 Ronde van Romandië ·
 Ronde van Italië ·
 Critérium du Dauphiné ·
 Ronde van Zwitserland ·
 Ronde van Frankrijk ·
 Clásica San Sebastián ·
 Ronde van Polen ·
/ Eneco Tour ·
 Vattenfall Cyclassics ·
 GP Ouest-France Plouay ·
 Grote Prijs van Quebec ·
 Ronde van Spanje ·
 Grote Prijs van Montreal ·
 UCI Ploegentijdrit ·
 Ronde van Lombardije